# Musée de l'ordre de la Libération
Le musée de l'ordre de la Libération est un musée consacré à l'ordre de la Libération, hébergé par l'hôtel des Invalides dans le 7e arrondissement de Paris.

## Localisation
Le musée de l'ordre de la Libération est installé dans l'hôtel des Invalides. Son adresse est le 51 bis boulevard de La Tour-Maubourg, mais l'accueil des visiteurs et la billetterie se font par le Musée de l'Armée, au 129 rue de Grenelle ou place Vauban.

## Description
Le musée est consacré à l'ordre de la Libération et aux Compagnons de la Libération, ordre créé dans le but de récompenser les personnes ou les collectivités qui se sont signalées au cours de la Libération de la France lors de la Seconde Guerre mondiale, et deuxième ordre national français après l'ordre national de la Légion d'honneur.
Le musée comprend trois espaces principaux : France libre, Résistance intérieure et Déportation. La salle d'honneur du musée est consacrée au général de Gaulle, fondateur et grand-maître de l'ordre de la Libération.

## Histoire
Le musée de l'ordre de la Libération a été créé en 1967, lorsque le général de Gaulle a décidé d'installer l'Ordre à l'hôtel des Invalides.
D'abord géré par l'association reconnue d'utilité publique « Les amis du musée de l'ordre de la Libération-France libre, résistance, déportation », un décret du 16 mai 2008 a fait du musée un service de l'ordre de la Libération.
De 2012 à 2015, le musée est fermé au public pour des travaux de rénovation qui devaient permettre une réouverture le 18 juin 2015, pour le 75e anniversaire de l'appel du 18 juin.
Le musée est inauguré le 19 novembre 2015 par le Président de la République François Hollande.